# Championnat d'Allemagne de football 1922-1923
Navigation
Meisterschaft
(Verbandsligen)
1921-1922 Meisterschaft
(Verbandsligen)
1923-1924
La saison 1922-1923 du Championnat d'Allemagne de football était la 16e édition de la première division allemande.
Sept clubs participent à la compétition nationale, il s'agit des clubs champions de 7 régions d'Allemagne. Le championnat national est disputé sous forme de coupe à élimination directe.
Le Hambourg SV, finaliste la saison dernière, s'impose facilement en finale et décroche le premier titre de champion d'Allemagne de son histoire.

## Les 7 clubs participants
(entre parenthèses, la région d'appartenance du club)
- VfB Königsberg (Baltique)
- Union Oberschoneweide (Brandebourg)
- SV Guts Muts Dresde (Centre)
- Hambourg SV (Nord)
- SpVgg Furth (Sud)
- Arminia Bielefeld (Ouest)
- Sportfreunde Breslau (Sud-Est)

## Compétition
La compétition a lieu sous forme de coupe, avec match simple.
|  | Quarts de finale        | Quarts de finale      | Quarts de finale      | Quarts de finale      |                                             |                       | Demi-finales          | Demi-finales          | Demi-finales          | Demi-finales          |  |  | Finale                | Finale                | Finale                | Finale                |
|  |                         |                       |                       |                       |                                             |                       |                       |                       |                       |                       |  |  |                       |                       |                       |                       |
|  | 13 mai 1923 à Altona    | 13 mai 1923 à Altona  | 13 mai 1923 à Altona  | 13 mai 1923 à Altona  |                                             |                       | 27 mai 1923 à Stettin | 27 mai 1923 à Stettin | 27 mai 1923 à Stettin | 27 mai 1923 à Stettin |  |  | 10 juin 1923 à Berlin | 10 juin 1923 à Berlin | 10 juin 1923 à Berlin | 10 juin 1923 à Berlin |
|  | 13 mai 1923 à Altona    | 13 mai 1923 à Altona  | 13 mai 1923 à Altona  | 13 mai 1923 à Altona  |                                             |                       | 27 mai 1923 à Stettin | 27 mai 1923 à Stettin | 27 mai 1923 à Stettin | 27 mai 1923 à Stettin |  |  | 10 juin 1923 à Berlin | 10 juin 1923 à Berlin | 10 juin 1923 à Berlin | 10 juin 1923 à Berlin |
|  | Hambourg SV             | Hambourg SV           | 2                     | 2                     |                                             |                       | 27 mai 1923 à Stettin | 27 mai 1923 à Stettin | 27 mai 1923 à Stettin | 27 mai 1923 à Stettin |  |  | 10 juin 1923 à Berlin | 10 juin 1923 à Berlin | 10 juin 1923 à Berlin | 10 juin 1923 à Berlin |
|  | Hambourg SV             | Hambourg SV           | 2                     | 2                     |                                             |                       | 27 mai 1923 à Stettin | 27 mai 1923 à Stettin | 27 mai 1923 à Stettin | 27 mai 1923 à Stettin |  |  | 10 juin 1923 à Berlin | 10 juin 1923 à Berlin | 10 juin 1923 à Berlin | 10 juin 1923 à Berlin |
|  | SV Guts Muts Dresde     | SV Guts Muts Dresde   | 0                     | 0                     |                                             |                       | 27 mai 1923 à Stettin | 27 mai 1923 à Stettin | 27 mai 1923 à Stettin | 27 mai 1923 à Stettin |  |  | 10 juin 1923 à Berlin | 10 juin 1923 à Berlin | 10 juin 1923 à Berlin | 10 juin 1923 à Berlin |
|  | SV Guts Muts Dresde     | SV Guts Muts Dresde   | 0                     | 0                     | Hambourg SV                                 | Hambourg SV           | 3                     | 3                     |                       |                       |  |  | 10 juin 1923 à Berlin | 10 juin 1923 à Berlin | 10 juin 1923 à Berlin | 10 juin 1923 à Berlin |
|  |                         |                       |                       |                       | Hambourg SV                                 | Hambourg SV           | 3                     | 3                     |                       |                       |  |  | 10 juin 1923 à Berlin | 10 juin 1923 à Berlin | 10 juin 1923 à Berlin | 10 juin 1923 à Berlin |
|  |                         |                       | VfB Königsberg        | VfB Königsberg        | 2                                           | 2                     |                       |                       |                       |                       |  |  | 10 juin 1923 à Berlin | 10 juin 1923 à Berlin | 10 juin 1923 à Berlin | 10 juin 1923 à Berlin |
|  | VfB Königsberg          |                       | VfB Königsberg        | VfB Königsberg        | 2                                           | 2                     |                       |                       |                       |                       |  |  | 10 juin 1923 à Berlin | 10 juin 1923 à Berlin | 10 juin 1923 à Berlin | 10 juin 1923 à Berlin |
|  |                         | 27 mai 1923 à Halle   |                       |                       |                                             |                       |                       |                       |                       |                       |  |  | 10 juin 1923 à Berlin | 10 juin 1923 à Berlin | 10 juin 1923 à Berlin | 10 juin 1923 à Berlin |
|  | exempt                  |                       |                       |                       |                                             |                       |                       |                       |                       |                       |  |  | 10 juin 1923 à Berlin | 10 juin 1923 à Berlin | 10 juin 1923 à Berlin | 10 juin 1923 à Berlin |
|  | Hambourg SV             | Hambourg SV           | 3                     | 3                     |                                             |                       |                       |                       |                       |                       |  |  |                       |                       |                       |                       |
|  | Hambourg SV             | Hambourg SV           | 3                     | 3                     | 6 mai 1923 à Bochum et 20 mai 1923 à Berlin |                       |                       |                       |                       |                       |  |  |                       |                       |                       |                       |
|  |                         |                       | Union Oberschoneweide | Union Oberschoneweide | 0                                           | 0                     |                       |                       |                       |                       |  |  |                       |                       |                       |                       |
|  | Union Oberschoneweide   | Union Oberschoneweide | Union Oberschoneweide | Union Oberschoneweide | 0                                           | 0                     | 0                     | 2                     |                       |                       |  |  |                       |                       |                       |                       |
|  | Union Oberschoneweide   | Union Oberschoneweide |                       |                       |                                             |                       |                       |                       |                       |                       |  |  |                       |                       |                       |                       |
|  | Arminia Bielefeld       | Arminia Bielefeld     | 0                     | 1                     |                                             |                       |                       |                       |                       |                       |  |  |                       |                       |                       |                       |
|  | Arminia Bielefeld       | Arminia Bielefeld     | 0                     | 1                     | Union Oberschoneweide                       | Union Oberschoneweide | 2                     | 2                     |                       |                       |  |  |                       |                       |                       |                       |
|  | 13 mai 1923 à Nuremberg |                       |                       |                       | Union Oberschoneweide                       | Union Oberschoneweide | 2                     | 2                     |                       |                       |  |  |                       |                       |                       |                       |
|  |                         |                       | SpVgg Furth           | SpVgg Furth           | 1                                           | 1                     |                       |                       |                       |                       |  |  |                       |                       |                       |                       |
|  | SpVgg Furth             | SpVgg Furth           | SpVgg Furth           | SpVgg Furth           | 1                                           | 1                     | 4                     | 4                     |                       |                       |  |  |                       |                       |                       |                       |
|  | SpVgg Furth             | SpVgg Furth           |                       |                       |                                             |                       |                       | 4                     |                       |                       |  |  |                       |                       |                       |                       |
|  | Sportfreunde Breslau    | Sportfreunde Breslau  | 0                     | 0                     |                                             |                       |                       |                       |                       |                       |  |  |                       |                       |                       |                       |
|  | Sportfreunde Breslau    | Sportfreunde Breslau  | 0                     | 0                     |                                             |                       |                       |                       |                       |                       |  |  |                       |                       |                       |                       |
|  |                         |                       |                       |                       |                                             |                       |                       |                       |                       |                       |  |  |                       |                       |                       |                       |

## Bilan de la saison
| Tableau d'Honneur                   |             |
| Compétition                         | Vainqueur   |
| Championnat d'Allemagne de football | Hambourg SV |